# Earl Battey
Earl Jesse Battey, Jr. (ur. 5 stycznia 1935, zm. 15 listopada 2003) – amerykański baseballista, który występował na pozycji łapacza.
Przed rozpoczęciem sezonu 1953 podpisał kontrakt jako wolny agent z Chicago White Sox, w którym zadebiutował 10 września 1955 w meczu przeciwko New York Yankees jako pinch hitter. W kwietniu 1960 w ramach wymiany zawodników i 150 tysięcy dolarów przeszedł do Washington Senators, klubu, który rok później przeniósł siedzibę do Bloomington w stanie Minnesota i zmienił nazwę na Minnesota Twins. 
Jako jego zawodnik pięć razy był wybierany do Meczu Gwiazd i trzy razy zdobył Złotą Rękawicę. Z powodu często odnoszonych kontuzji, 3 listopada 1968 podjął decyzję o zakończeniu kariery zawodniczej. W 2004 został pośmiertnie wprowadzony do Minnesota Twins Hall of Fame.
| Nagroda/wyróżnienie | Lata                           | Źródło |
| 5× All-Star         | 1962¹, 1962², 1963, 1965, 1966 | [ 1 ]  |
| 3× Gold Glove Award | 1960, 1961, 1962               | [ 1 ]  |